# Мякинницкий Льнозавод
Мякинницкий Льнозавод — опустевший поселок в Торжокском районе Тверской области. Входит в состав Страшевичского сельского поселения.

## География
Находится в центральной части Тверской области на расстоянии приблизительно 40 км на юго-запад по прямой от районного центра города Торжок севернее деревни Мякинница.

## История
Поселок основан на базе льнозавода, построенного в начале 1930-х годов. На карте 1941 года здесь показан именно льнозавод и школа.

## Население
Численность населения: приблизительно 60 человек (1980 год), 5 (русские 100 %) в 2002 году, 1 в 2010.